# Setge d'Hèlice
El setge d'Hèlice fou una de les batalles de la conquesta cartaginesa d'Ibèria. Va tenir lloc l'any 228 aC a la població ibèrica d'Hèlice, que habitualment és identificada amb Ílici, l'antiga Elx.

## Antecedents
Del 237 aC ençà, els bàrcides decidiren ampliar el seu domini sobre Ibèria per raons econòmiques i estratègiques, atès que Cartago necessitava amb urgència els metalls preciosos de les conques mineres de Sierra Morena perquè les seues arques havien restat buides després de la Primera Guerra Púnica, i calia reclutar mercenaris hispans per als seus minvats exèrcits. El control militar de la Península era absolutament imprescindible a fi que Cartago pogués frenar la penetració romana, i així els bàrcides fundarien Cartago Nova i Acra Leuce, a més d'ocupar tot un seguit de poblacions indígenes com Hèlice.
Una facció del Senat cartaginès era contrària a l'expansió, i proposava l'alternativa d'intensificar l'explotació dels recursos naturals de les terres africanes. El domini cartaginès no va satisfer els cabdills indígenes, aliats amb les colònies gregues costaneres, i Hamílcar Barca va emprendre una campanya de sotmetiment amb un exèrcit reclutat a Numídia sota la seva responsabilitat. Quan Hamílcar va desembarcar, només Gades i algunes petites colònies fenícies eren en l'òrbita de Cartago i estenien la seva influència pel sud del país. Amb el seu exèrcit mercenari, i més tard amb soldats pagats o reclutats, Hamílcar va dominar tribus i ciutats, combinant la diplomàcia i la guerra. Les riques mines de plata a la part del país que va sotmetre li van donar la riquesa que necessitava, complementada amb el botí de guerra i les contribucions dels sotmesos.

## Batalla
L'any 228 aC, Hamílcar Barca, després de fundar Acra Leuce, va posar setge a una ciutat dels contestans, Hèlice, que sovint s'identifica amb Ilici (però no manquen altres propostes, com Elche de la Sierra). Els contestans van rebre l'ajut d'oretans, òlcades i vetons, i el rei Orissó, cap dels oretans, veient la clara inferioritat del seu exèrcit davant el d'Hamílcar, i en virtut dels seus pactes, va seguir aquest estratagema: es va acostar amb el seu contingent al campament cartaginès amb una primera línia de carros tirats per bous que portaven feixos de palla encesa a les banyes. Els animals van envestir l'exèrcit cartaginès que, malgrat la seva superioritat numèrica, va veure com la resta de les tropes iberes atacaven. Els ibers romperen les files enemigues i els cartaginesos es veieren forçats a fugir.
Segons Apià, Hamílcar va morir en la batalla, però Diodor diu que, per bé que va aconseguir salvar la vida dels seus dos fills, en la fugida es va veure forçat a travessar un riu (potser el Vinalopó) i hi va morir anegat.

## Conseqüències
Les restes de l'exèrcit cartaginès es van reunir a Acra Leuce, on es va elegir Hasdrúbal, el gendre d'Hamílcar, com a nou líder.